# Anomala polita
Anomala polita är en skalbaggsart som beskrevs av Blanchard 1851. Anomala polita ingår i släktet Anomala och familjen Rutelidae. Inga underarter finns listade i Catalogue of Life.